# Ulakanthura crassicornis
Ulakanthura crassicornis is een pissebed uit de familie Leptanthuridae. De wetenschappelijke naam van de soort is voor het eerst geldig gepubliceerd in 1881 door William Aitcheson Haswell.